# Дърво на Юда
Дървото на Юда (Cercis siliquastrum), известно и като див рожков, е малко широколистно дърво от род Церцис (Cercis), семейство Бобови (Fabaceae). По произход е от Южна Европа и Западна Азия. Прочуто е с изобилния си наситено розов цъфтеж през пролетта.

## Етимология
Има мит, че Юда Искариотски се е обесил от дърво от този вид, вследствие на което белите му цветя почервеняват. Това вярване е свързано с общото име „Дърво на Юда“, което вероятно е покварено производно от френското общо име Arbre de Judée, което означава „дърво на Юдея“, което се отнася до хълмистите райони на тази страна, където дървото е било обичайно. Друг възможен източник за народното име е фактът, че цветовете и семенните шушулки могат да се произведат директно от ствола, по начин, напомнящ възможния метод за самоубийство на Юда.
Откривателят на вида Карл Линей му придава специфичния епитет siliquastrum, който произлиза от латинската дума siliqua, което означава „шушулка“. Родовото име идва от гръцкото kerkis, „совалка“, което се отнася до приликата, показана на инструмента на този тъкач от плоските, дървесни семенни подкопи.
С названието „див рожков“ се обозначава и целият род Церцис.

## Описание
Този вид образува малко дърво с височина до 12 м и ширина до 10 м.
През пролетта наситено розовите цветове се произвеждат върху едногодишни или по-стари израстъци, включително по ствола на дървото. Цветовете са с пет свободни венчелистчета и слети чашелистчета. Тази форма на цвета е характерна за семейството на грахови зърна (Fabaceae). Листата се появяват малко след появата на първите цветове. Те са кордирани с тъп връх, който от време на време има плитка изрезка на върха. Дървото произвежда дълги плоски шушулки, които висят вертикално. Цветовете са годни за консумация и се предполага, че имат сладко-кисел вкус.

## Таксономия
Видът е описан за първи път от Карл Линей през 1753 г.
Има няколко сорта и подвида, включително:
- var. hebecarpa Bornm.
- подвид yaltikirii (Ponert) Govaerts
- var. siliquastrum
- var. alba Weston

## Разпространение и екология
Установява се на разнообразни места като саморасло, поради лесното му разпространение чрез семена.
Цветовете на дървото на Юда се опрашват от пчели, привлечени от нектар. Цветният прашец от стърчащите тичинки се отлага върху тялото на пчелата и се пренася в стигмата на друг цвят.
В Израел дървото има статус на защитено растение.
Британският журналист Франсис Маккулаг съобщава, че през април 1909 г. в парка Йълдъз в Истанбул е видял „безчет“ цъфтящи екземпляри от това дърво. Този вид дърво има и до днес в парка.

## Култивиране
Видът предпочита дълбоки, добре дренирани почви и позиция на пълно слънце или частична сянка.
Култивираните видове включват:
- Afghan Deep Purple[9]
- Alba – бели цветове[9]
- Bodnant[9]
- Carnea[9]
- Fructa Rubra[9]
- Penduliflora[9]
- Rubra – тъмни розово-лилави цветове
- Sterilis[9]
- Variegata[9]
- White Swan[9]

Култивирания вид „Bodnant“ печели наградата за градински заслуги на Кралското градинарско общество. (потвърдено 2017 г.).
Дървото е податливо на скакалци, насекоми и псилиди (по-специално Cacopsylla pulchella), както и на болести, включително ханкер (canker), коралово петно (coral spot) и verticillium wilt.
Размножаването става чрез семена, резници или пъпки.
- Цветове избуяли от ствола
- Ствол и кора
- Цветове и шушулки
- Шушулки и семена
- В началото шушулките са зелени, а впоследствие стават кафяво-червени
- Ботаническа илюстрация от 1891 г.
- Сорт „Alba“
- Cacopsylla pulchella върху листо

## Приложения

### Кулинария
Суровите цветове имат сладко-кисел вкус и се използват като добро допълнение към салатата или могат да се консумират пържени. Цветните пъпки също са кисели и се прилагат като подправка. В някои краища на света се консумират млади пресни семена от растението, овкусени с подправки като за салата.

### Дървесина
Видът произвежда твърда дървесина с привлекателен стриеж. Използва се за направата на фурнири и се полира добре.

### Градинарство
Дървото, като податливо на култивиране, се използва във флоралната декорация на градини, паркове, улици и алеи. Ранният му цъфтеж се съчетава прекрасно с килима от цъфтящи пролетни цветя и тревистата свежа зеленина. Често присъства и в цветните градини и дворовете на домове.

## В културата
Дървото е известно най-много с мита за Юда.
Илюстрация на проповед за смъртоносните последици от поддаването на изкушението се отнася до фалшивата идея, че дървото на Юда убива пчелите, привлечени към него: „Д-р Кюлер насилствено илюстрира това чрез позоваване на дървото на Юда. Цветовете се появяват преди листата и те са с пламтяща красота. Пламтящата красота на цветовете привлича безброй насекоми, а скитащата пчела се привлича след нея, за да събере мед. Но всяка пчела, която се появи на цъфтежа, поглъща фатален опиат и пада мъртва сред пурпурните цветове на Земята.“